# Blaptini
Blaptini (лат.) — триба жесткокрылых из семейства чернотелок. Представители встречаются в Палеарктике.

## Описание
Жуки длиной тела от 8,7 до 44 мм. Глаза поперечные. На брюшке имеются защитные железы.

## Экология
Обитают в почвах засушливых местообитаний. В качестве укрытий используют норы позвоночных. Личинки некоторых видов развиваются до трёх лет. Жуки живут больше года. Питаются зелёными частями растений и мертвыми растительными остатками, включая гнилую древесину.

## Систематика
Триба разделяется на пять подтриб и 25 родов и около 500 видов. Близкими трибами являются Eleodini, Opatrini и Platyscelidini:
Подтриба Blaptina Latreille, 1817
- Blaps Fabricius, 1775
- Caenoblaps König, 1906

- Coelocnemodes Bates, 1879
- Dila Fischer de Waldheim, 1844
- Dilablaps Bogachev, 1976
- Nalepa Reitter, 1887
- Protoblaps Medvedev, 1998

- Thaumatoblaps Kaszab & Medvedev, 1984

Подтриба Remipedellina Semenow, 1906
- Remipedella Semenow, 1906

Подтриба Prosodina Skopin, 1960
- Prosodes Eschscholtz, 1829

- Tagona Fischer de Waldheim, 1820

Подтриба Gnaptorina Medvedev, 2001
- Gnaptor Brulle, 1832

Подтриба Gnaptorinina Medvedev, 2001
- Agnaptoria Reitter, 1887
- Gnaptorina Reitter, 1887

- Tagonoides Fairmaire, 1886
- Itagonia Reitter, 1887
- Montagona Medvedev, 1998
- Asidoblaps Fairmaire, 1886
- Sintagona Medvedev, 1998

- Nepalindia Medvedev, 1998
- Blaptogonia Medvedev, 1998
- Pseudognaptorina Kaszab, 1977
- Colasia Koch, 1965
- Belousovia Medvedev, 2007[3]
- Viettagona Medvedev & Merkl, 2002[4]